# Liste der französischen Botschafter in Schweden

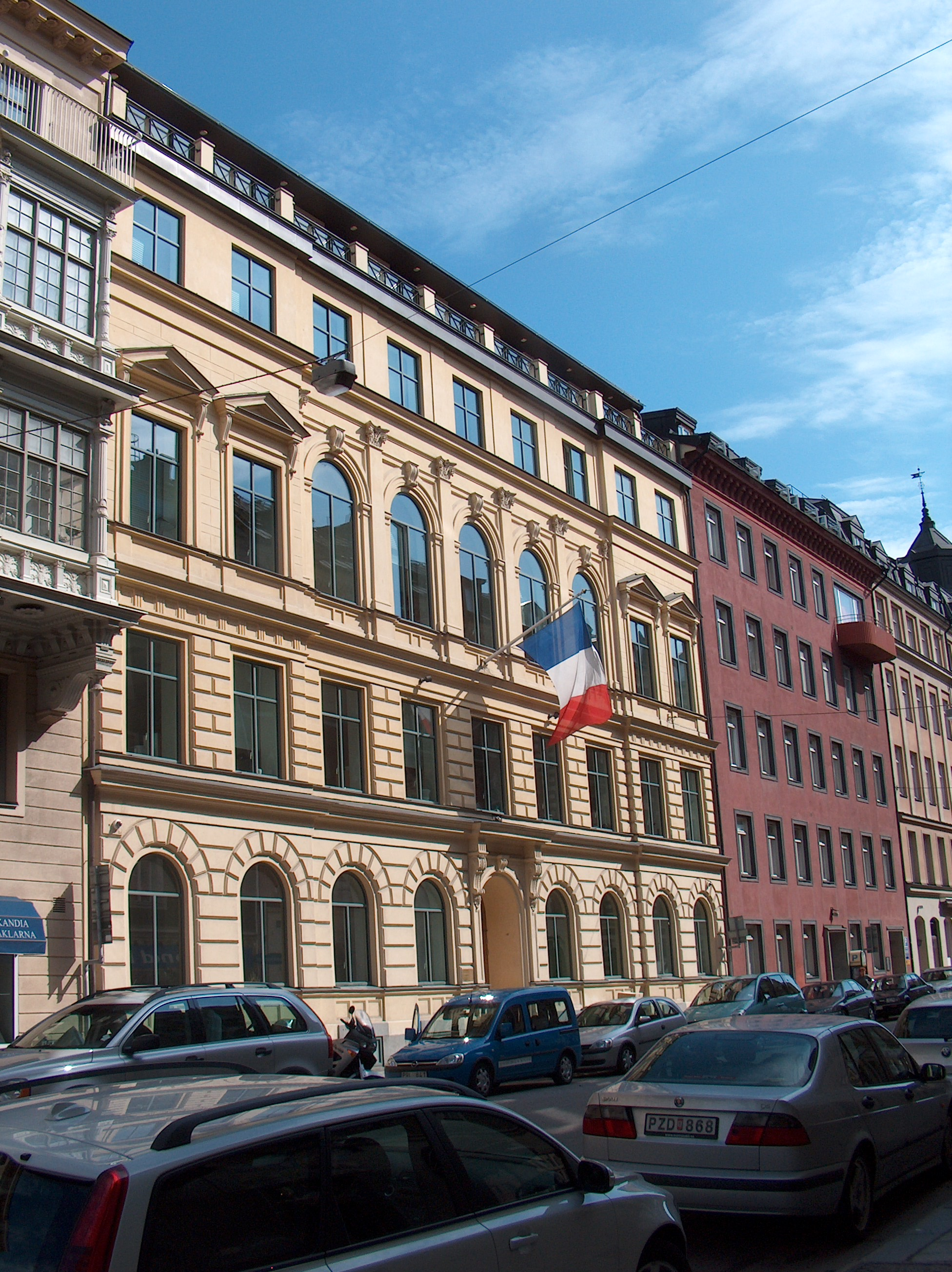
Die französische Botschaft in Stockholm

Von 1814 bis 1905 war der König von Schweden auch König von Norwegen. Das diplomatische Corps war entsprechend in beiden Staaten akkreditiert.

## Botschafter
| Ernennung/ Akkreditierung | Name                                                                | Bemerkungen | ernannt während der Regierung von | akkreditiert während der Regierung von | Posten verlassen |
| ------------------------- | ------------------------------------------------------------------- | --- | --------------------------------- | -------------------------------------- | ---------------- |
| 1541                      | Christophe Richer                                                   | | Franz I.                          | Gustav I. Wasa                         | 1543             |
| 1565                      | Charles de Danzay                                                   | (* 1515 in Saint-Maixent-l’École; † 1589) | Karl IX.                          | Erik XIV.                              |                  |
| 1570                      | Charles Danzay                                                      | nach Stettin | Karl IX.                          | Johann III.                            |                  |
| 1572                      | Baligny de Thou                                                     | | Karl IX.                          | Johann III.                            |                  |
| 1573                      | Gui de Lansec                                                       | nach Danzig | Karl IX.                          | Johann III.                            |                  |
| 1574                      | Claude Pinard de                                                    | († 1605) außerordentlicher Botschafter | Heinrich III.                     | Johann III.                            |                  |
| 1602                      | Jacques Calmet                                                      | | Heinrich IV.                      | Karl IX.                               |                  |
| 1602                      | Jean Cureul                                                         | | Heinrich IV.                      | Karl IX.                               |                  |
| 1610                      | Jean de Thumières de Boiscize                                       | | Ludwig XIII.                      | Karl IX.                               |                  |
| 1624                      | Louis Deshayes                                                      | Botschafter | Ludwig XIII.                      | Gustav II. Adolf                       | 1625             |
| 1629                      | Hercule de Chavaié                                                  | | Ludwig XIII.                      | Gustav II. Adolf                       |                  |
| 1630                      | Hercule de Charnacé                                                 | nach Västerås | Ludwig XIII.                      | Gustav II. Adolf                       |                  |
| 1632                      | Jacques du Hamel                                                    | Gesandter, Jacques du Hamel, Chevalier Seigneur de Saint-Remi, 1632 im 30-jährigen Krieg Gesandter bei Gustav II. Adolf (Schweden) so auch Botschafter in Deutschland.                                                   | Ludwig XIII.                      | Gustav II. Adolf                       |                  |
| 1632                      | Urbain de Maillé                                                    | | Ludwig XIII.                      | Christina I.                           |                  |
| 1632                      | Antoine Coëffier de Ruzé d’Effiat                                   | Das Schloss Effiat südwestlich von Vichy wurde 1627 von Antoine Coëffier de Ruzé d’Effiat, einem Freund Kardinals Richelieu, erbaut.                                                                                     | Ludwig XIII.                      | Christina I.                           |                  |
| 1634                      | Claude de Mesmes, Comte d’Avaux                                     | (* 1595; † 1650), Botschafter in Stockholm, ab 1635 in Zörbig (Vertrag von Stuhmsdorf) | Ludwig XIII.                      | Christina I.                           |                  |
| 1636                      | Charles d’Avaugour                                                  | Gesandter | Ludwig XIII.                      | Christina I.                           |                  |
| 1636                      | Claude Guillermet de Beauregard                                     | Agent, Claudius Berigardus (* 15. August 1578 in Moulins; † 1663 in Padua) | Ludwig XIII.                      | Christina I.                           |                  |
| 1636                      | Marquis de Saint-Chaumont                                           | nach Wismar | Ludwig XIII.                      | Christina I.                           |                  |
| 1638                      | Claude de Mesmes, Comte d’Avaux                                     | nach Hamburg | Ludwig XIII.                      | Christina I.                           |                  |
| 1640                      | Baron Claude de Rorté                                               | Botschafter | Ludwig XIII.                      | Christina I.                           |                  |
| 1644                      | Gaspard Coignet de La Thuillerie                                    | (* 1596; † 1653) außerordentlicher Botschafter zur Verhandlung des Frieden von Brömsebro. | Ludwig XIV.                       | Christina I.                           |                  |
| 1645                      | Honoré Courtin                                                      | | Ludwig XIV.                       | Christina I.                           |                  |
| 1646                      | Melchior du Héron                                                   | Baron von Saint-Romain, Missionschef | Ludwig XIV.                       | Christina I.                           |                  |
| 1646                      | Pierre Chanut                                                       | | Ludwig XIV.                       | Christina I.                           | 1649             |
| 1654                      | Henri-Auguste de Loménie                                            | | Ludwig XIV.                       | Karl X. Gustav                         |                  |
| 1654                      | Charles d’Avaugour                                                  | Botschafter | Ludwig XIV.                       | Karl X. Gustav                         | 1657             |
| 1656                      | des Minières                                                        | Gesandter „vers les rois du Nord“ | Ludwig XIV.                       | Karl X. Gustav                         |                  |
| 1658                      | Hugues Chevalier de Terlon                                          | Botschafter „vers les rois du Nord“ | Ludwig XIV.                       | Karl X. Gustav                         |                  |
| 1662                      | Honoré Courtin                                                      | Ministerresident | Ludwig XIV.                       | Karl XI.                               |                  |
| 1662                      | Éric de Chassan                                                     | (* Toulouse) Agent | Ludwig XIV.                       | Karl XI.                               | 1665             |
| 1662                      | Hugues Chevalier de Terlon                                          | | Ludwig XIV.                       | Karl XI.                               |                  |
| 1666                      | Godefroi, comte d’Estrades                                          | nach Breda (Frieden von Breda) | Ludwig XIV.                       | Karl XI.                               |                  |
| 1665                      | Simon Arnauld de Pomponne                                           | Botschafter | Ludwig XIV.                       | Karl XI.                               | 1668             |
| 1670                      | Pierre Bidal, baron d’Asfeld                                        | Ministerresident (* 1612; † 1690) | Ludwig XIV.                       | Karl XI.                               |                  |
| 1670                      | Louis Rousseau de Chamoy                                            | Ministerresident, Baron de Vocemain et de Someval, Seigneur de Chamoy et de la Brosotte († 1711); Sohn von Catherine de Godineau und Jacques Rousseau de Chamoy, Seigneur de Labardière. Heiratete 1691 Charlotte Rallu. | Ludwig XIV.                       | Karl XI.                               |                  |
| 1671                      | Simon Arnauld de Pomponne                                           | außerordentlicher Botschafter | Ludwig XIV.                       | Karl XI.                               |                  |
| 1671                      | Nicolas de Bautru, marquis de Vaubrun                               | außerordentlicher Gesandter | Ludwig XIV.                       | Karl XI.                               |                  |
| 1671                      | Honoré Courtin                                                      | Botschafter | Ludwig XIV.                       | Karl XI.                               |                  |
| 1672                      | Isaac de Pas                                                        | Botschafter | Ludwig XIV.                       | Karl XI.                               | 1682             |
| 1674                      | De l’Hôpital de Vitry à Cameen                                      | Gesandter in Schwedisch-Pommern | Ludwig XIV.                       | Karl XI.                               | 1677             |
| 1680                      | Louis Rousseau de                                                   | (* 1691; † 1742), Gesandter in Schwedisch-Pommern | Ludwig XIV.                       | Karl XI.                               |                  |
| 1682                      | Bazin de Baudeville                                                 | Botschafter | Ludwig XIV.                       | Karl XI.                               |                  |
| 1682                      | Adrien-François Michon de Chamarande                                | | Ludwig XIV.                       | Karl XI.                               |                  |
| 1684                      | Sieur de la Piquetière                                              | Ministerresident | Ludwig XIV.                       | Karl XI.                               |                  |
| 1690                      | Jacques-Vincent Bidal d’Asfeld                                      | Botschafter, (* 23. Januar 1664, † 25. Mai 1726 in Paris), genannt l’Abbé des Tuiles (Abt von Tuiles). Am 27. Juni 1692 zum Doktor der Theologie an Sorbonne promoviert.                                                 | Ludwig XIV.                       | Karl XI.                               |                  |
| 1692                      | François Gaston de Béthune                                          | (* 3. Mai 1638, † 4. Oktober 1692 in Stockholm), außerordentlicher Gesandter | Ludwig XIV.                       | Karl XI.                               |                  |
| 1692                      | Jean-Antoine de Mesmes d’Avaux                                      | Außerordentlicher Botschafter | Ludwig XIV.                       | Karl XI.                               |                  |
| 1699                      | Louis de Guiscard-Magny                                             | außerordentlicher Botschafter, (* 17. September 1651; † 1720) ab 1697 Comte de Guiscard, 1703 zum Marquis erhoben. | Ludwig XIV.                       | Karl XII.                              |                  |
| 1702                      | Marquis du Héro                                                     | nach Warschau | Ludwig XIV.                       | Karl XII.                              |                  |
| 1703                      | Jacques de Campredon                                                | (* 1672; † 1749), Ministerresident | Ludwig XIV.                       | Karl XII.                              |                  |
| 1706                      | Pierre Groffey                                                      | Agent (Spion) | Ludwig XIV.                       | Karl XII.                              |                  |
| 1707                      | Sieur de Ricous                                                     | außerordentlicher Gesandter | Ludwig XIV.                       | Karl XII.                              |                  |
| 1707                      | Baron de Bézenval                                                   | außerordentlicher Gesandter | Ludwig XIV.                       | Karl XII.                              |                  |
| 1711                      | Marquis de Fierville                                                | Agent | Ludwig XIV.                       | Karl XII.                              |                  |
| 1717                      | Ludwig Peter von der Marck                                          | Botschafter | Ludwig XV.                        | Karl XII.                              |                  |
| 1719                      | Tourbery                                                            | Agent | Ludwig XV.                        | Ulrika Eleonore                        |                  |
| 1722                      | Jacques de Campredon                                                | Geschäftsträger | Ludwig XV.                        | Friedrich I.                           |                  |
| 1725                      | Comte de Brancas-Cérest                                             | Ministre plénipotentiaire | Ludwig XV.                        | Friedrich I.                           |                  |
| 1727                      | Charles-Louis de Brandos de Castèja                                 | | Ludwig XV.                        | Friedrich I.                           |                  |
| 1731                      | Michel de Villebois                                                 | Ministerresident | Ludwig XV.                        | Friedrich I.                           |                  |
| 1735                      | Alphons-Marie-Louis de Saint-Séverin d’Aragon                       | (* 1705; † 1757), Botschafter unter Außenminister François-Dominique Barberie de Saint-Contest | Ludwig XV.                        | Friedrich I.                           | 1741             |
| 1741                      | Marc de Mondamert                                                   | Geschäftsträger | Ludwig XV.                        | Friedrich I.                           |                  |
| 1741                      | Marc-Antoine Front de Beaupoil de Saint-Aulaire, marquis de Lanmary | Botschafter, (* 25. Oktober 1689; † 1749 in Stockholm) | Ludwig XV.                        | Friedrich I.                           | 1749             |
| 1749                      | de La Fayardie                                                      | Geschäftsträger | Ludwig XV.                        | Friedrich I.                           |                  |
| 1749                      | Marquis d’Havrincourt                                               | Botschafter | Ludwig XV.                        | Friedrich I.                           |                  |
| 1762                      | Jean-Baptiste-François Rossignol                                    | Geschäftsträger von 1766–1768 Generalkonsul in Sankt Petersburg | Ludwig XV.                        | Adolf Friedrich                        |                  |
| 1763                      | Louis Auguste Le Tonnelier de Breteuil                              | Botschafter | Ludwig XV.                        | Adolf Friedrich                        |                  |
| 1767                      | Abbé Duprat                                                         | Geschäftsträger | Ludwig XV.                        | Adolf Friedrich                        |                  |
| 1768                      | Raymond de Modène                                                   | Botschafter | Ludwig XV.                        | Adolf Friedrich                        |                  |
| 1770                      | Jean-Jacques Barthélemy                                             | Geschäftsträger | Ludwig XV.                        | Adolf Friedrich                        |                  |
| 1771                      | Charles Gravier, comte de Vergennes                                 | Botschafter | Ludwig XV.                        | Gustav III.                            | 1774             |
| 1774                      | Jean-Jacques Barthélemy                                             | | Ludwig XVI.                       | Gustav III.                            |                  |
| 1774                      | Pierre Chrysostème d’Usson de Bonnac                                | | Ludwig XVI.                       | Gustav III.                            |                  |
| 1776                      | Jean-Baptiste Girault                                               | (* 1752; † 1830) Geschäftsträger | Ludwig XVI.                       | Gustav III.                            |                  |
| 1781                      | Chevalier de Saint-Croix                                            | Geschäftsträger | Ludwig XVI.                       | Gustav III.                            |                  |
| 1782                      | Pierre Chrysostème d’Usson de Bonnac                                | Botschafter | Ludwig XVI.                       | Gustav III.                            |                  |
| 1782                      | Chevalier de Saint-Croix                                            | Geschäftsträger | Ludwig XVI.                       | Gustav III.                            |                  |
| 1784                      | Louis Marie de Pons, marquis de Grignols                            | Botschafter | Ludwig XVI.                       | Gustav III.                            |                  |
| 1786                      | Chevalier de Gaussen                                                | Geschäftsträger | Ludwig XVI.                       | Gustav III.                            |                  |
| 1788                      | Louis Marie de Pons, Marquis de Grignols                            | Botschafter | Ludwig XVI.                       | Gustav III.                            |                  |
| 1795                      | Louis-Marc Rivals                                                   | Ministre plénipotentiaire | Direktorium                       | Gustav IV. Adolf                       |                  |
| 1795                      | Louis-Grégoire Le Hoc                                               | Botschafter | Direktorium                       | Gustav IV. Adolf                       | 1796             |
| 1796                      | Henri de Perrochel                                                  | Geschäftsträger | Direktorium                       | Gustav IV. Adolf                       | 21. Dez. 1796    |
| 1802                      | Jean-François de Bourgoing                                          | Ministre plénipotentiaire | Napoleon Bonaparte                | Gustav IV. Adolf                       | 1804             |
| 1802                      | Antoine-Bernard-Jean Caillard                                       | Legationssekretär | Napoleon Bonaparte                | Gustav IV. Adolf                       | 1804             |
| 1802                      | Salignac-Fénelon                                                    | Legationssekretär | Napoleon Bonaparte                | Gustav IV. Adolf                       | 1804             |
| 1810                      | Désaugiers                                                          | Geschäftsträger | Napoleon Bonaparte                | Karl XIII.                             | Juli 1810        |
| 1810                      | Jean-Baptiste Nompère de Champagny, duc de Cadore                   | Verhandelte 1810 mit Schweden den Vertrag von Paris | Napoleon Bonaparte                | Karl XIII.                             |                  |
| 9. Dez. 1811              | Charles-Jean-Marie Alquier                                          | (* 1752 in Talmont; † 1826 in Versailles), Ministre plénipotentiaire | Napoleon Bonaparte                | Karl XIII.                             | 4. Mai 1814      |
| 1811                      | Auguste Sabatier de Cabre                                           | Geschäftsträger | Napoleon Bonaparte                | Karl XIII.                             |                  |
| 1814                      | Marie-Hippolyte de Rumigny                                          | Marie-Hippolyte de Gueully, marquis de Rumigny (* 7. September 1784 in Paris; † 14. Februar 1871 in Brüssel), Geschäftsträger                                                                                            | Ludwig XVIII.                     | Karl XIII.                             |                  |
| 1815                      | François-René de Chateaubriand                                      | Berufung scheiterte wegen der Herrschaft der Hundert Tage | Ludwig XVIII.                     | Karl XIII.                             |                  |
| 1818                      | Marie-Hippolyte de Rumigny                                          | Außerordentlicher Gesandter und Ministre plénipotentiaire | Ludwig XVIII.                     | Karl XIV. Johann                       | 1820             |
| 1818                      | Albert-Pierre-François-Xavier de Tissot de La Barre de Mérona       | Gesandtschaftssekretär, Geschäftsträger | Ludwig XVIII.                     | Karl XIV. Johann                       | 1820             |
| 1821                      | Hector-Philippe comte d’Agoult                                      | Außerordentlicher Gesandter und Ministre plénipotentiaire | Ludwig XVIII.                     | Karl XIV. Johann                       |                  |
| 1822                      | Coulomb                                                             | Legationssekretär | Ludwig XVIII.                     | Karl XIV. Johann                       |                  |
| 1824                      | Ernest de Cadoine de Gabriac                                        | Außerordentlicher Gesandter und Ministre plénipotentiaire | Karl X.                           | Karl XIV. Johann                       |                  |
| 1826                      | Marc-René-Marie, comte de Montalembert                              | (* 1777 in Paris; † 1831), Außerordentlicher Gesandter und Ministre plénipotentiaire | Karl X.                           | Karl XIV. Johann                       |                  |
| 1828                      | Auguste de Tallenay                                                 | (* 1795; † 1863), Legationssekretär | Karl X.                           | Karl XIV. Johann                       |                  |
| 1830                      | Napoléon Joseph Ney, Fürst von Moskowa                              | Verkündet die Julimonarchie | Louis-Philippe I.                 | Karl XIV. Johann                       |                  |
| 1831                      | Napoléon-Hector Soult, duc de Dalmatie                              | (* 1802 in Paris; † 18575 ebenda), Außerordentlicher Gesandter und Ministre plénipotentiaire | Louis-Philippe I.                 | Karl XIV. Johann                       |                  |
| 1832                      | Victor de Rouvroy de Saint Simon                                    | (* 1782 in Péreuil; † 1865 in Paris), Außerordentlicher Gesandter und Ministre plénipotentiaire | Louis-Philippe I.                 | Karl XIV. Johann                       |                  |
| 1833                      | Étienne-Adolphe Billancourt                                         | Geschäftsträger, Legationssekretär | Louis-Philippe I.                 | Karl XIV. Johann                       | 1837             |
| 1834                      | Louis Napoléon Lannes                                               | Außerordentlicher Gesandter und Ministre plénipotentiaire | Louis-Philippe I.                 | Karl XIV. Johann                       |                  |
| 1836                      | Charles-Henri-Edgar de Mornay                                       | Außerordentlicher Gesandter und Ministre plénipotentiaire | Louis-Philippe I.                 | Karl XIV. Johann                       |                  |
| 1839                      | Édouard de la Cour                                                  | Legationssekretär | Louis-Philippe I.                 | Karl XIV. Johann                       |                  |
| Juni 1844                 | Louis-Adolphe-Aimé Fourier de Bacourt                               | (* 25. März 1801; † 24. April 1865) Sohn von Anne-Sophie-Thérèse de Maillar und Godefroy Fourier de Bacourt. Gesandter anlässlich der Krönung von Oskar I. von Schweden                                                  | Louis-Philippe I.                 | Oskar I.                               |                  |
| 31. Dez. 1844             | Charles Victor Lobstein                                             | (* 18. Juli 1809; † 8. Juni 1863), Ministre plénipotentiaire | Louis-Philippe I.                 | Oskar I.                               |                  |
| 26. Okt. 1880             | Jules Patenôtre                                                     | | Jules Grévy                       | Oskar II.                              | 1884             |
| 1883                      | Charles-Marie-Stephen Lepeletier d’Aunay                            | (* 8. Oktober 1840) | Jules Grévy                       | Oskar II.                              | 1884             |
| 1885                      | Charles Gachet                                                      | Außerordentlicher Gesandter und Ministre plénipotentiaire | Jules Grévy                       | Oskar II.                              |                  |
| 23. Jan. 1886             | Camille Barrère                                                     | Ministre plénipotentiaire | Jules Grévy                       | Oskar II.                              | 1888             |
| 1889                      | Ernest-René Bourgarel                                               | Geschäftsträger | Marie François Sadi Carnot        | Oskar II.                              |                  |
| 29. Jan. 1907             | Henri Allizé                                                        | Gesandter | Armand Fallières                  | Arvid Lindman                          |                  |
| 1909                      | Albert Defrance                                                     | | Armand Fallières                  | Arvid Lindman                          |                  |
| 1913                      | Gaston Albert Joseph Marie Moisson de Vaux Saint Cyr                | | Raymond Poincaré                  | Karl Staaff                            |                  |
| 28. Mai 1935              | Roger Maugras                                                       | |                                   | Per Albin Hansson                      | Juni 1940        |
| 22. Juni 1940             | Christian Carra de Vaux Saint Cyr                                   | | Philippe Pétain                   | Per Albin Hansson                      | 5. Dez. 1942     |
| 18. Aug. 1945             | Jean Baelen                                                         | Außerordentlicher Gesandter und Ministre plénipotentiaire | Charles de Gaulle                 | Per Albin Hansson                      |                  |
| 22. Okt. 1947             | Gabriel Puaux                                                       | (* 19. Mai 1883 in Paris; † 1. Januar 1970 in Österreich), Botschafter, 1907–1912 Leiter des Büros des Ministerresidenten in Tunis, 1938 Botschafter in Wien, ab Juni 1943 Ministerresident in Tanger.                   | Vincent Auriol                    | Tage Erlander                          |                  |
| 27. Okt. 1948             | Robert de Dampierre                                                 | (* 1887; † 1967), Botschafter | Vincent Auriol                    | Tage Erlander                          | 1952             |
| 26. Apr. 1952             | Armand de Blanquet du Chayla                                        | | Vincent Auriol                    | Tage Erlander                          | 1955             |
| 16. März 1955             | Gabriel Bonneau                                                     | Botschafter | René Coty                         | Tage Erlander                          |                  |
| 25. März 1958             | Édouard Dufresne de La Chauvinière                                  | (* 1898), Außerordentlicher Gesandter und Ministre plénipotentiaire, von 1951–1958 Protokollchef, 1964–1965 Botschafter in Rio de Janeiro                                                                                | René Coty                         | Tage Erlander                          |                  |
| 17. Dez. 1963             | Jacques de Blesson                                                  | Außerordentlicher Gesandter und Ministre plénipotentiaire | Charles de Gaulle                 | Tage Erlander                          |                  |
| 11. Apr. 1967             | André Puget                                                         | Botschafter, General der Luftwaffen | Charles de Gaulle                 | Tage Erlander                          |                  |
| 12. Mai 1970              | Pierre Francfort                                                    | Botschafter | Georges Pompidou                  | Olof Palme                             |                  |
| 7. Sep. 1972              | Raymond Léopold René Gastambide                                     | Botschafter | Georges Pompidou                  | Olof Palme                             |                  |
| 9. Okt. 1975              | Paul Fouchet                                                        | Botschafter | Valéry Giscard d’Estaing          | Olof Palme                             |                  |
| 23. Feb. 1978             | Gérard Gaussen                                                      | Botschafter | Valéry Giscard d’Estaing          | Ola Ullsten                            |                  |
| 14. Apr. 1982             | Pierre-Louis Blanc                                                  | (* 18. Januar 1926 in Apt) | François Mitterrand               | Olof Palme                             |                  |
| 9. Mai 1985               | Robert Mazeyrac                                                     | Botschafter | François Mitterrand               | Olof Palme                             |                  |
| 16. Aug. 1989             | Philippe Louët                                                      | Botschafter | François Mitterrand               | Ingvar Carlsson                        |                  |
| 8. Dez. 1992              | Joëlle Timsit                                                       | Botschafterin | François Mitterrand               | Carl Bildt                             |                  |
| 10. Apr. 1996             | Philippe Petit                                                      | Botschafter | Jacques Chirac                    | Göran Persson                          |                  |
| 8. Sep. 1998              | Patrick Imhaus                                                      | Botschafter, (* 30. Mai 1938 in Neuilly-sur-Seine), nahm als Schriftsteller das Pseudonym Marc Bressant an. | Jacques Chirac                    | Göran Persson                          |                  |
| 23. Juni 2003             | Denis Delbourg                                                      | Botschafter, (* 30. Juli 1952) | Jacques Chirac                    | Göran Persson                          |                  |
| 19. Feb. 2008             | Joël de Zorzi                                                       | Botschafter | Nicolas Sarkozy                   | Fredrik Reinfeldt                      |                  |
| 19. Aug. 2011             | Jean-Pierre Lacroix                                                 | (* 2. Mai 1960) | Nicolas Sarkozy                   | Fredrik Reinfeldt                      |                  |